# 安徽省能源集团
安徽省能源集团有限公司（简称“安徽省能源集团”或“皖能集团”），是安徽省人民政府授权安徽省国资委管理的安徽省属国有能源企业。公司主营业务包括电力、热力、燃气等能源的生产和销售以及投资与资产管理，旗下控股经营皖能电力和皖天然气两家上市公司。

## 历史
公司前身是1985年11月成立的安徽省电力开发总公司，1995年更名为安徽省能源投资总公司，1998年更名为安徽省能源集团有限公司。

## 成员企业
集团现拥有全资和控股二级子公司22家：
- 安徽省皖能股份有限公司
- 皖能合肥发电有限公司
- 皖能马鞍山发电有限公司
- 皖能铜陵发电有限公司
- 淮北国安电力有限公司
- 临涣中利发电有限公司
- 淮北涣城发电有限公司
- 安徽钱营孜发电有限公司
- 安徽省天然气开发股份有限公司
- 安徽电力燃料有限责任公司
- 安徽省能源集团财务有限公司
- 皖能置业发展有限责任公司
- 皖能环保发电有限公司
- 安徽省能源物资供销公司
- 安徽省新能创业投资有限责任公司
- 安徽省皖能大厦有限责任公司
- 安徽省国皖液化天然气有限公司
- 安徽皖能电力运营检修有限公司
- 徽商银行股份有限公司
- 安徽高科创业投资有限公司
- 兴安控股有限公司（香港）
- 安徽省页岩气开发有限公司